# Tmesisternus nigrofasciatus
Tmesisternus nigrofasciatus là một loài bọ cánh cứng trong họ Cerambycidae.